# Sorgenteich

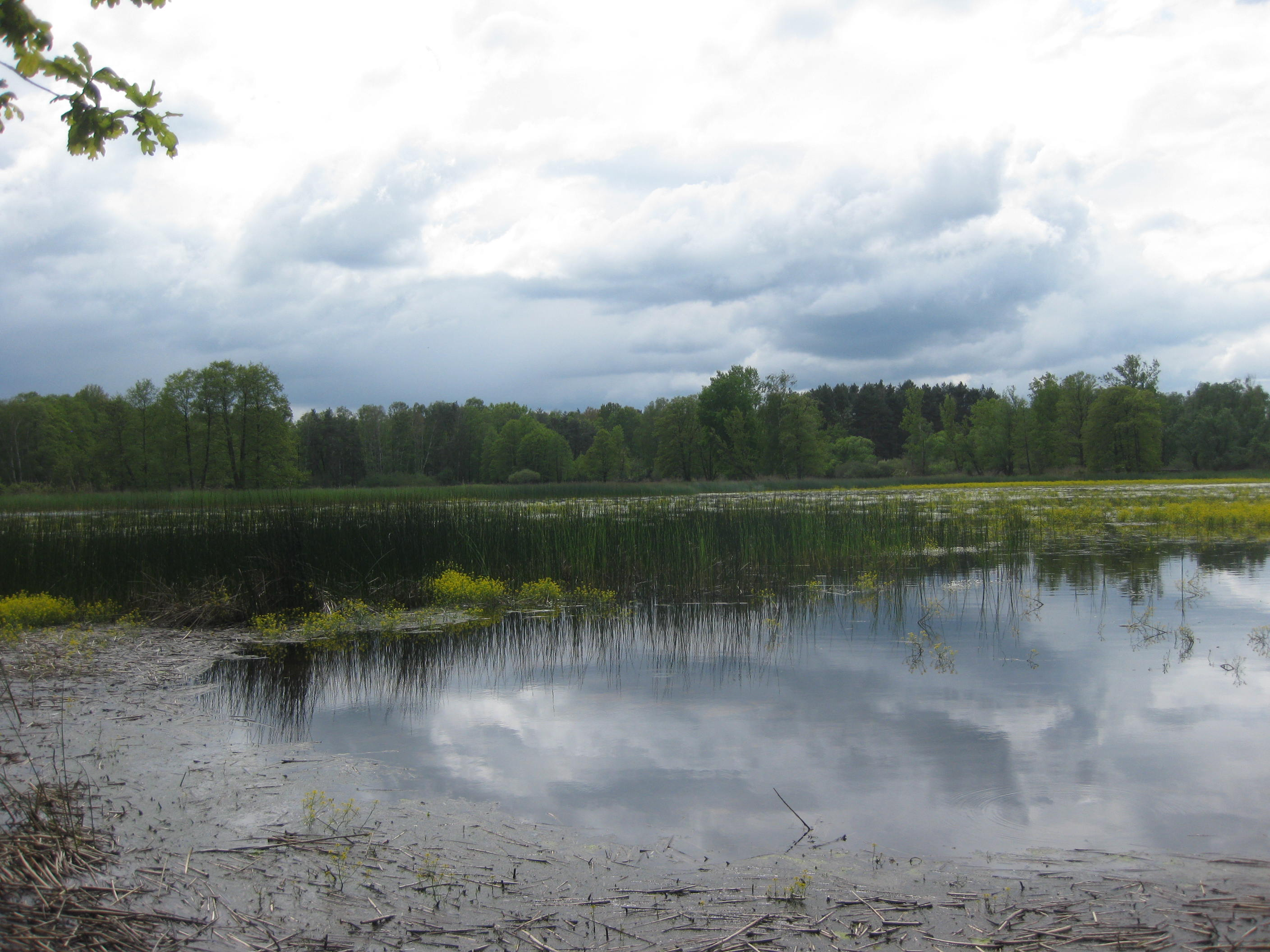
Naturschutzgebiet Sorgenteich (Mai 2019)

Das Naturschutzgebiet Sorgenteich liegt im Landkreis Oberspreewald-Lausitz in Brandenburg.
Es erstreckt sich nordwestlich von Guteborn und östlich von Arnsdorf. Durch den nordöstlichen Bereich des Gebietes verläuft die Landesstraße L 57, westlich verlaufen die Kreisstraße K 6603 und die L 55. Südöstlich erstreckt sich das rund 340 ha große Naturschutzgebiet Rohatsch zwischen Guteborn und Hohenbocka.

## Bedeutung
Das rund 50,0 ha große Gebiet mit der Kenn-Nummer 1374 wurde mit Verordnung vom 26. März 1981 unter Naturschutz gestellt.